# Первомайська гімназія № 10 (Первомайськ, Миколаївська область)
Первомайська гімназія № 10 імені Миколи Вінграновського Первомайської міської ради Миколаївської області (скорочено — Первомайська гімназія № 10) — навчально-виховний заклад у місті Первомайську Миколаївської області.

## Історія
Середня школа № 17 була побудована на Богополі, на місці колишнього маєтку князя М. І. Святополк-Мирського і почала функціонувати з 1936 року.
У 2012 році школі було присвоєне ім'я її колишнього учня Миколи Вінграновського.
24 червня 2021 року рішенням сесії Первомайської міської ради Первомайську загальноосвітню школу І-ІІ ступенів № 17 імені Миколи Вінграновського перейменовано на Первомайську гімназію № 10 імені Миколи Вінграновського.

## Відомі випускники
- Антонюк Андрій Данилович (1943—2013) — народний художник України, лауреат Шевченківської премії.
- Вінграновський Микола Степанович (1936—2004) — поет, письменник, режисер, лауреат Шевченківської премії.
- Колодій Віталій Дем'янович (1939—2016) — поет, журналіст, перекладач.